# 123e division d'infanterie (Allemagne)
Pour les articles homonymes, voir 123e division d'infanterie.
La 123e division d'infanterie (en allemand : 123. Infanterie-Division ou 123. ID) est une des divisions d'infanterie de l'armée allemande (Wehrmacht) durant la Seconde Guerre mondiale.

## Création et différentes dénominations
La 123. Infanterie-Division est formée en octobre 1940 en tant qu'élément de la 11e vague (11. Welle) de mobilisation.
Elle est dissoute en mars 1944 après avoir subi de lourdes pertes sur le front de l'Est. Les survivants de la Division ont formé la Divisions-Gruppe 123 qui a été assignée au Korps-Abteilung F.

## Organisation

### Commandement
| Début             | fin               | Grade                  | Commandant     |
| ----------------- | ----------------- | ---------------------- | -------------- |
| 5 octobre 1940    | 5 août 1941       | General der Infanterie | Walther Lichel |
| 6 août 1941       | 17 octobre 1943   | Generalleutnant        | Erwin Rauch    |
| 17 octobre 1943   | 1er novembre 1943 | Generalleutnant        | Erwin Menny    |
| 1er novembre 1943 | 15 janvier 1944   | Generalleutnant        | Erwin Rauch    |
| 15 janvier 1944   | 10 mars 1944      | Generalmajor           | Louis Tronnier |

### Officiers d'opérations (Generalstabsoffiziere (Ia))
| Début            | fin              | Grade          | Commandant    |
| ---------------- | ---------------- | -------------- | ------------- |
| 10 octobre 1940  | 30 novembre 1942 | Major          | Ernst Klasing |
| 30 novembre 1942 | 25 janvier 1944  | Oberstleutnant | Hans Linemann |

## Organigramme
| Date      | Armeekorps | Armee          | Heeresgruppe | Position                     |
| --------- | ---------- | -------------- | ------------ | ---------------------------- |
| 1940      |            |                |              |                              |
| Novembre  | XX         | 11. Armee      | C            | Brandebourg                  |
| 1941      |            |                |              |                              |
| Janvier   | XX         | 11. Armee      | C            | Brandebourg                  |
| Avril     | X          | 18. Armee      | B            | Province de Prusse-Orientale |
| Mai       | XXVIII     | 16. Armee      | C            | Province de Prusse-Orientale |
| Juin      | XXVIII     | 16. Armee      | Nord         | Sebesh                       |
| Août      | II         | 16. Armee      | Nord         | Demiansk                     |
| 1942      |            |                |              |                              |
| Janvier   | II         | 16. Armee      | Nord         | Demiansk                     |
| 1943      |            |                |              |                              |
| Janvier   | II         | 16. Armee      | Nord         | Demjansk, Cholm              |
| Septembre | z. Vfg.    | 16. Armee      | Nord         | Cholm                        |
| Octobre   | XVII       | 1. Panzerarmee | Sud          | Saporoshe                    |
| 1944      |            |                |              |                              |
| Janvier   | XVII       | 6. Armee       | Sud          | Saporoshe                    |
| Février   | XXX        | 6. Armee       | Sud          | Saporoshe                    |
| Mars      | LVII       | 6. Armee       | A            | Kriwoï-Rog                   |

## Théâtres d'opérations
- Allemagne : octobre 1940 - Juin 1941
- Front de l'Est, secteur Nord : juin 1941 - Septembre 1943
- Front de l'Est, secteur Sud : septembre 1943 - Mars 1944

## Ordres de bataille
- Infanterie-Regiment 415
- Infanterie-Regiment 416
- Infanterie-Regiment 418
- Artillerie-Regiment 123
  - 1.Bataillon
  - 2.Bataillon
  - 3.Bataillon
  - 4.Bataillon
- Pionier-Bataillon 123
- Feldersatz-Bataillon 123
- Panzerjäger-Abteilung 123
- Aufklärungs-Abteilung 123
- Divisions-Nachrichten-Abteilung 123
- Divisions-Nachschubführer 123

## Récompenses et décorations
Pendant l'activation de la division, des membres de son personnel se sont vu décerner:
- Insigne de combat rapproché
  - en Or: 1
- Croix allemande
  - en Or: 64
  - en Argent: 1
- Agrafe de la liste d'honneur de la Heer
  - 13
- Croix de chevalier de la Croix de fer
  - Croix de chevalier: 19
  - Feuilles de chêne: 1